# Poecillastra dissimilis
Poecillastra dissimilis är en svampdjursart som först beskrevs av Sarà 1959.  Poecillastra dissimilis ingår i släktet Poecillastra och familjen Pachastrellidae.
Artens utbredningsområde är Italien. Inga underarter finns listade i Catalogue of Life.